# Desmond Arthur

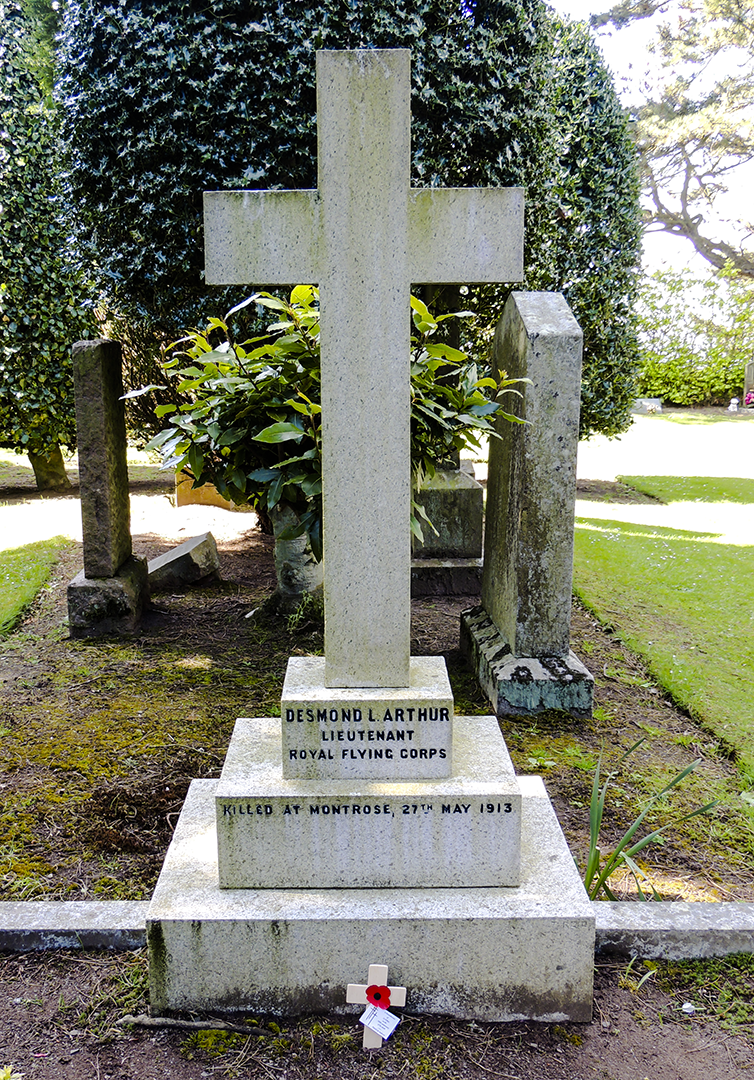
Sepultura de Desmond Arthur no Cemitério de Montrose.

O tenente Desmond Arthur (1884–1913) foi um aviador irlandês do 2º Esquadrão da Royal Flying Corps. Depois de morrer no primeiro acidente aéreo com vitimas na História da Escócia, foi feita uma investigação governamental para determinar as circunstâncias do acidente. No primeiro inquérito, Arthur foi considerado responsável, mas uma outra investigação, realizada mais tarde, ilibou-o das culpas. O seu nome tornou-se conhecido devido às várias aparições do seu suposto fantasma que se pensa assombrar o aeródromo RAF Montrose em Montrose, Angus, na Escócia. É considerada uma das mais conhecidas histórias de fantasmas da Primeira Guerra Mundial. Desmond Arthur foi o primeiro irlandês a morrer num acidente aéreo.

## Primeiros anos
O tenente Desmond Lucius Studdert P. P. Arthur nasceu a 31 de Março de 1884 em O'Brien's Bridge, County Clare, na Irlanda. Filho de Thomas F. Arthur e Helen Studdert, pertencia à conhecida família Clare e tinha uma irmã e um irmão, o capitão Charles William Augustus Arthur. Arthur recebeu a sua educação na Portora Royal School, em Enniskillen. Gostava de desporto e ganhou uma série de prémios em corridas de automóveis, antes de tornar tenente na Army Motor Reserve em 1908. Arthur esteve presente na primeira reunião de Aviação de sempre na Irlanda, na Pista de Corridas de Leopardstown, a 29 de Agosto de 1910. Foi lá que conheceu Cecil Grace, que reforçou ainda mais o seu desejo de se tornar piloto. Arthur juntou-se ao 5º Batalhão de Fuzileiros Reais de Munster (Reserva Especial) e foi promovido a tenente a 27 de Maio de 1911. Era conhecido pelo seu espírito aventureiro e pela sua personalidade "despretensiosa" e por estar "sempre de bom humor".

## Carreira aérea
A 18 de Junho de 1912, Arthur obteve o seu certificado número 233 do Royal Aero Club depois de completar o seu treino de voo num monoplano Bristol Prier em Brooklands. Juntou-se ao 2º Esquadrão do Royal Flying Corps a 17 de Abril de 1913, que estava estacionado em Montrose. Em 1913, foi construído o Aeródromo de Montrose e tornou-se na primeira base operacional para a formação de pilotos do Royal Flying Corps na Grã-Bretanha. Na escola de formação de voo, tal como em muitas outras, ocorreram vários acidentes à medida que os conhecimentos na área foram aumentando ao longo da Primeira e da Segunda Guerra Mundiais. Por volta das 07:30 da manhã do dia 27 de Maio de 1913, o  biplano B.E.2 Nº 205 de Arthur despenhou-se sem aviso quando sobrevoava Montrose durante um voo de treino de rotina entre Upper Dysart e a Baía de Lunan. Arthur já tinha começado a descer quando, a 2500 pés de altitude, a asa da aeronave se partiu e caiu em pique até embater no chão. Arthur foi projectado para fora da nave e morreu imediatamente. O seu corpo foi encontrado a 146 metros de distância da aeronave. A morte de Arthur foi uma das primeiras a ocorrer no Royal Flying Corps, e a primeira em Montrose. Foi sepultado no Cemitério de Sleepyhillock em Montrose.
Os contemporâneos de Arthur ficaram surpreendidos por um piloto tão experiente ter tido um acidente. Um relatório publicado pelo Comité de Acidentes e Investigações do Royal Aero Club a 21 de Junho de 1913 concluiu que o acidente tinha ocorrido devido a uma reparação mal feita numa longarina, realizada por um mecânico desconhecido. Acreditava-se que os danos na aeronave tinham sido acidentais, e que tinham sido reparados de forma negligente para impedir que fossem detectados antes de a mesma ser transferida de Farnborough para Montrose. Foi aberta uma investigação governamental a 11 de Junho de 1913. Em 1914, o M.P. William Joynson-Hicks queixou-se que havia quem quisesse ocultar dados da investigação e que o Secretário de Estado da Guerra, o coronel Seely não queria admitir que a reparação tinha sido negligente. Na primavera de 1916, Noel Pemberton Billing pediu que se realizasse um inquérito judicial ao serviço militar e aéreo, uma vez que "alguns oficiais foram assassinados e não mortos pela incompetência imprudente ou ignorância dos oficiais de alta patente ou pelo lado técnico desses dois serviços". Outra investigação governamental iniciada a 3 de Agosto de 1916 concluiu que a culpa tinha sido do piloto por voar de forma perigosa.

## Aparições

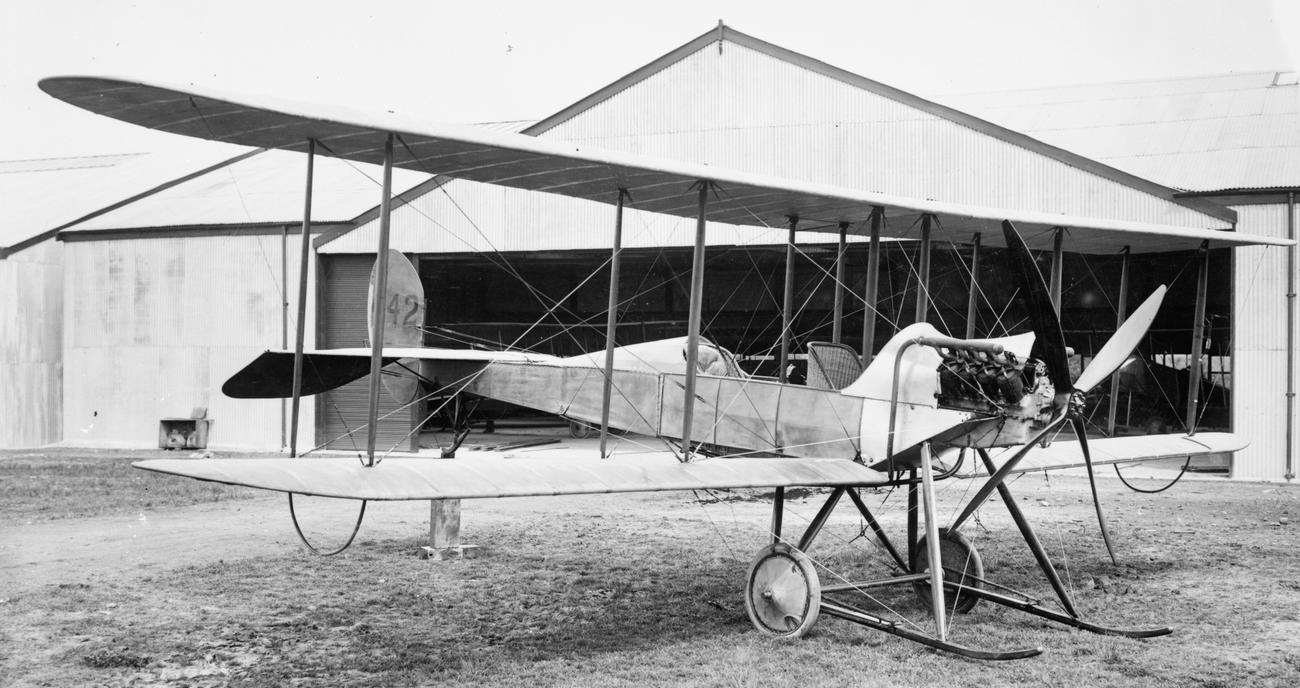
Bioplano B.E.2.

A 1 de Janeiro de 1914, o esquadrão mudou-se de Upper Dysart para Broomfield Farm. Pouco depois de o relatório governamental ser publicado no outono de 1916, o major Cyril Foggin fui uma figura fantasmagórica a entrar na zona de convívio dos oficiais, mas não reportou o acidente por não querer perder o seu posto. Outros oficiais e instrutores de voo também viram a mesma figura, sempre na área de convívio do 2º Esquadrão de Voo. À medida que cada vez mais pessoas iam testemunhando esta aparição, o fantasma passou a ser conhecido como a "Aparição Irlandesa" ou o "Fantasma de Montrose". Alguns guardas ficaram de tal forma assustados com o fantasma que abandonavam os seus postos e muitos pediram para serem transferidos de Montrose. Foi o director da revista The Aeroplane, C. G. Grey que associou o fantasma a Desmond Arthur. Grey, que era amigo de Desmond Arthur, acreditava que a aparição do seu fantasma estava relacionada com a investigação oficial que tinha sido realizada ao acidente. Um outro relatório, publicado em finais de 1916, voltou a restaurar o bom nome de Arthur ao afirmar que o acidente se tinha devido à asa avariada. O fantasma apareceu uma última vez a 17 de Janeiro de 1917 e não voltou a ser visto até 1940.
Em 1940, um piloto foi distraído por um "biplano misterioso" enquanto procurava um bombardeiro Heinkel. Em 1942, um tenente de voo (de quem não se sabe o nome) que se encontrava em Montrose, teve um acidente na pista de voo, pouco depois da descolagem e morreu instantaneamente. Uma semana antes, tinha tido uma discussão com o mecânico que tinha estado a reparar o seu avião. O mecânico foi interrogado, mas uma vez que não se encontraram provas de negligência, foi absolvido. Pouco depois do acidente, algumas pessoas afirmaram ter visto um fantasma no aeródromo que usava um fato e óculos de voo. O fantasma costumava aparecer na linha de voo, a sair do nevoeiro. Em 1949, Montrose tinha-se tornado uma estação de treino permanente e os cadetes que chegavam ficavam logo a saber da existência do fantasma. Foram reportadas dezenas de aparições de um oficial vestido com um fato de voo branco e um chapéu até o aeródromo ser encerrado na década de 1950.
A 27 de Maio de 1963, Sir Peter Masefield estava a voar no seu monoplano Chipmunk perto de Montrose, a fazer a viagem de Dalcross para Shoreham, quando viu aquilo que disse ser um biplano B.E.2 de 70 cavalos; o piloto tinha um capacete de cabedal, óculos e um lenço a esvoaçar. Masefield aterrou a sua aeronave quando viu o avião a despenhar-se, mas, quando chegou a terra, não viu nenhum avião nem destroços.